# Liste des stations de radio à La Réunion
Cet article dresse la liste des stations de radios à La Réunion, La Réunion étant une île du sud-ouest de l'océan Indien, devenue un département et une région d'outre-mer français (DROM). Elle est située dans l'archipel des Mascareignes à environ 700 kilomètres à l'est de Madagascar et à 170 kilomètres au sud-ouest de l'île Maurice, terre la plus proche. La Réunion est devenu également une région ultrapériphérique de l'Union européenne.

## Radios nationales

### Publique
- Réunion 1re (Saint-Denis) : depuis 2010 ; Radio Saint-Denis de 1929 à 1940, Radio Nationale de 1940 à 1945, Radio Saint-Denis de 1945 à 1948, R.D.F. Radio Saint-Denis de 1948 à 1949, R.T.F. Radio Saint-Denis de 1949 à 1964, O.R.T.F. Radio Saint-Denis de 1964 à 1975, FR3 Réunion de 1975 à 1982, RFO Réunion de 1982 à 1999, Radio Réunion de 1999 à 2010 Réunion 1re est un groupe de France Télévisions
- Radio France - le radiodiffuseur public de France, diffuse quelques radios sur La Réunion :
  - France Inter (Paris) : depuis 1963 ; Club d'Essai en 1947, Paris-Inter de 1947 à 1957, France I de 1957 à 1963, RTF Inter en 1963
  - France Musique (Paris) : depuis 1963 ; Programme musical à modulation de fréquence de 1954 à 1959, France IV Haute-Fidélité de 1959 à 1963, RTF Haute Fidélité en 1963
  - France Culture (Paris) : depuis 1963 ; Chaîne nationale de 1946 à 1958, France III de 1958 à 1963, RTF Promotion en 1963

### Privée
- 100% Jazz
- Azot Radio (Le Tampon) : depuis 2011
- Capital FM (Saint-Denis) : depuis 2011
- Chérie FM La Réunion (Saint-Denis)
- Chic FM (Saint-Joseph) : depuis 2011
- Digital FM (Sainte-Anne)
- Entre-Deux FM (Entre-Deux) : depuis 2011
- Exo FM : depuis 2011
- First Réunion (Saint-Denis) : depuis 1992
- Fréquence Oasis (Saint-Joseph) : depuis 2002
- Fréquence Sud (Le Tampon)
- Fun Radio Réunion (Saint-Pierre) : depuis 2011
- Kanal Océan Indien (KOI) (Le Port)
- Kayanm FM (Sainte-Clotilde) : depuis 2009
- Kréol FM (Saint-Paul) : depuis 1992
- Love FM (Sainte-Marie)
- Néo FM Réunion (Saint-Paul)
- Nostalgie Réunion (Saint-Denis)
- NRJ Réunion (Saint-Denis) : depuis 1996
- Radio ACB (Saint-Gilles les Hauts) : depuis 1983
- Radio Arc-En-Ciel (Saint-Denis)
- Radio Case Infos (Saint-Paul)
- Radio Classique FM (Saint-Denis)
- Radio Décibel (Saint-Denis)
- Radio des Îles (RIL) (Sainte-Suzanne) : depuis 1992
- Radio Festival (Sainte-Marie)
- Radio Free Dom (Saint-Denis)
- Radio Free Dom 2 (Saint-Denis) : depuis 2011
- Radio Jeunesse Lumière (Saint-Louis)
- Radio Kontak (Saint-Denis) : depuis 1983
- Radio LFM (Sainte-Suzanne)
- Radio LGB (Saint-Denis)
- Radio Lo Rénioné (Saint-Joseph) : depuis 2011
- Radio Mixte 9 (RM 9) (Le Port) : depuis 1989
- Radio Pikan (Saint-Pierre)
- Radio Plus FM (Sainte-Clotilde)
- Radio Rivière Saint-Louis (RSL) (Le Tampon)
- Radio Salazes (Hell-Bourg)
- Radio Soleil (Saint-Paul) : depuis 1990
- Radio Star (Saint-Pierre) : depuis 1989
- Radio Vie (Sainte-Clotilde) : depuis 1991
- Radio Zantak (Mafafe) : depuis 2001
- Radio Zirondel FM (RZFM) (Saint-Joseph) : depuis 1987
- RER Sport (Sainte-Rose) : depuis vers 1983 ; Radio Est Réunion jusqu'en octobre 2013
- RSL Radio (La Rivière)
- Rire et Chansons La Réunion (Saint-Denis)
- RTL2 La Réunion (Saint-Denis) : depuis 2011
- Sky Réunion (Sainte-Clotilde)
- Sunlight FM (Saint-Philippe)
- Top FM (Saint-Joseph)
- Urban Hit (Saint-Denis) : depuis 2011
- Velly Music (Les Trois-Bassins)
- Zinfos Radio (Saint-Denis) : depuis 2011